# Большая конюга
Большая конюга (лат. Aethia cristatella) — небольшая морская птица семейства Чистиковых (Alcidae), распространённая в северной части Тихого океана и Беринговом море. Этот вид птиц кормится, ныряя в глубокие воды, питаясь крилем и различными мелкими морскими животными. Гнездится плотными колониями до 1 млн особей в Беринговом и Охотском морях. Он часто размножается в колониях смешанных видов с конюгой-крошкой, более мелким сородичем.
Этот вид известен своими половыми украшениями, которые встречаются как у самцов, так и у самок. К ним относятся красочное оперение с хохолком на лбу, поразительный аромат, напоминающий цитрусовые, и громкий трубный зов, все из которых, по-видимому, эволюционировали в результате полового отбора. Общая численность популяции составляет около 6 миллионов особей, почти половина из которых проживает в Северной Америке. В целом считается, что численность популяции вызывает наименьшую озабоченность, хотя популяция Аляски сталкивается с дополнительными угрозами со стороны хищников и разливов нефти.

## Систематика
Большая конюга была впервые описана как Alca cristatella в 1769 году немецким зоологом Пётром Палласом. Специфический эпитет cristatella на новой латыни означает «маленькая хохлатая» от латинского cristatus — «хохлатая» или «пернатая». В настоящее время он отнесён к роду Aethia, введённому немецким натуралистом Блазиусом Мерремом в 1788 году. Род включает четыре вида конюг. Признанных подвидов конюги не существует. Внутри рода он наиболее близок к малой конюге (A. pygmaea). Семейство Чистиковые состоит из многих видов береговых птиц, включая других конюг (не принадлежащих к роду Aethia), тупиков, гагарок и кайр.

## Внешний вид и строение

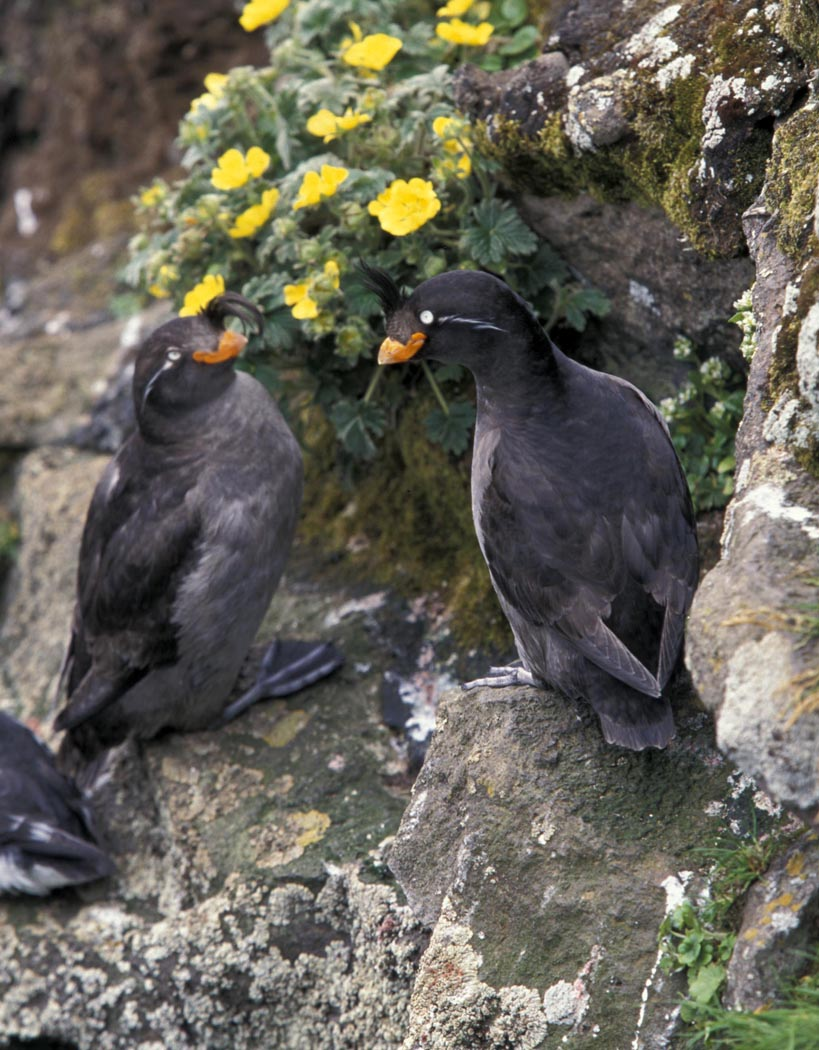
Пара

Большая конюга может достигать 18-27 см в длину, 34-50 см в размахе крыльев и весить 195—330 г. У них красновато-оранжевый клюв с жёлтым кончиком, желтовато-белые радужки и от глаз до ушей идёт полоска из узких удлинённых пёрышек белого цвета. Их тела, крылья и хвосты в основном тёмно-серые, ноги и ступни серые, а когти чёрные. Самцы и самки очень похожи, хотя у самок немного меньший и менее изогнутый клюв, дополнительно немного меньший гребень. Голос этой птицы похож на визгливый лай.
Большие конюги известны своим хохолком на лбу, состоящим из чёрных загнутых вперёд перьев. Эти гребни на лбу сильно различаются и могут иметь от двух до двадцати трёх узких перьев. Средняя конюга имеет 12 хохолковых перьев разной длины от 8,1 до 58,5 миллиметров. Конюги имеют ушные перья и ярко-оранжевый клюв с изогнутыми дополнительными пластинами. Как и хохолки на лбу, эти особенности сильно различаются в популяциях конюг.
В период размножения большая конюга распознаётся в основном по двум характеристикам. Во-первых, это его хохолок — группа щетинистых перьев, расположенных на макушке головы над глазами. Второй — это социальный запах, который конюги испускают в период размножения, описываемый как запах мандаринов. Он ощущается людьми на расстоянии около 1 км от колонии. Этот запах исходит от особых крошечных перьев, расположенных на небольшом участке кожи между лопатками. В зимнем наряде их клювы меньше и тускло-жёлтые. У них отсутствуют добавочные пластинки, а их хохолок и ушные перья редуцированы.
Молодые особи похожи на зимних взрослых особей, но без ушных и хохолковых перьев. Их клювы меньше и окрашены в тускловато коричнево-жёлтый цвет. Молодым особям требуется 33 дня, чтобы достичь взрослого размера.

## Распространение и места обитания

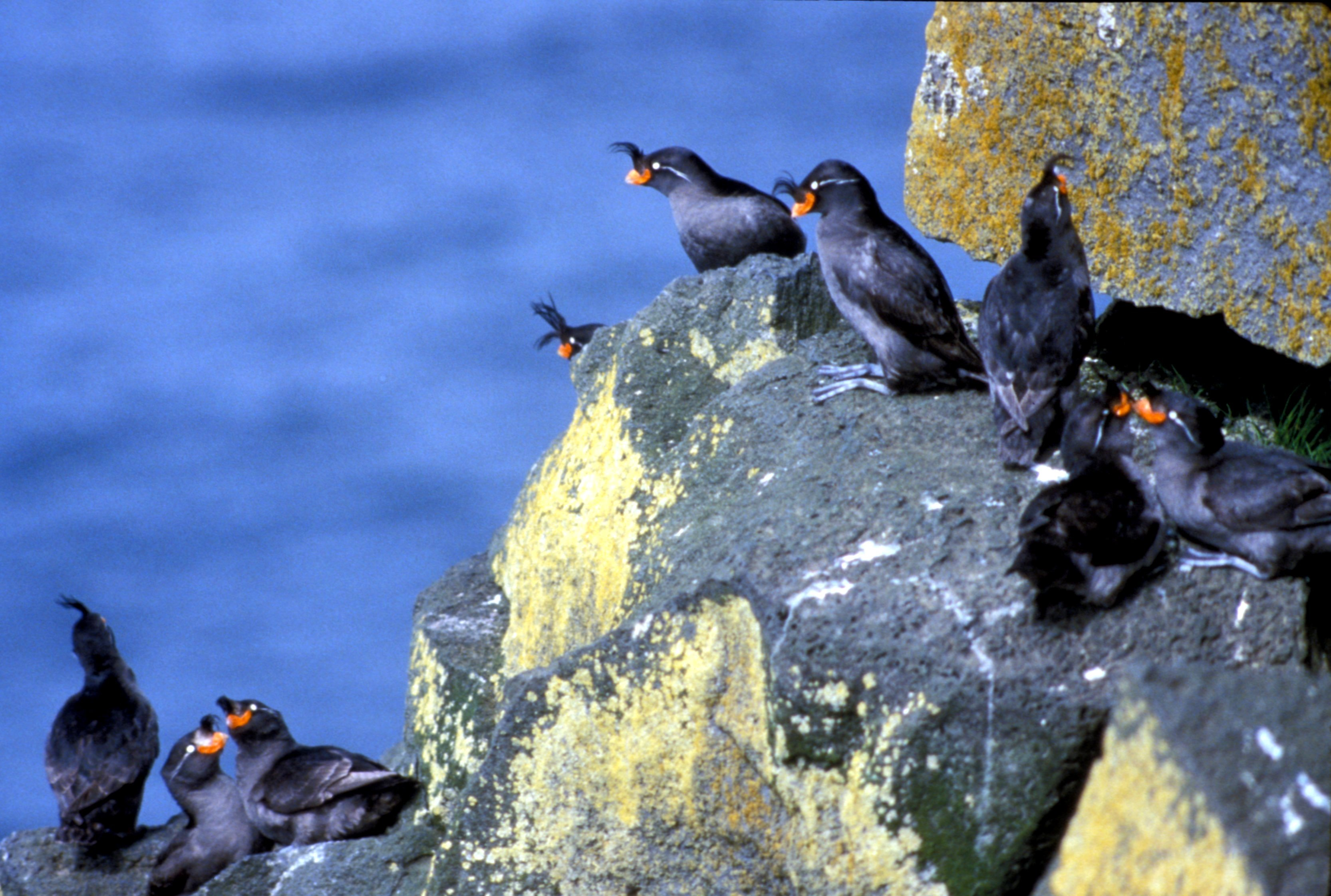
Большие конюги на скале

Большие конюги встречаются на берегах северной части Тихого океана и Берингова моря. Гнездится большими колониями на прибрежных скалах и каменистых россыпях по берегам Охотского и Берингова морей, на Алеутских, Курильских и Командорских островах. Зимует у севера Курил и юга Сахалина, обычно в открытом море, свободном от пакового льда, реже на побережье. Их часто можно найти с другими видами конюг, например с конюгой-крошкой. Ежедневно большие конюги кружат на высоте 500 метров над морем и гнездовыми колониями. Это кружение вызвано возмущениями и хищниками, представляющими угрозу.

## Поведение и экология

### Питание
Большие конюги в основном добывают корм в глубоких водах, однако иногда в районах близких к берегу, но всегда большими стаями. Мало что известно о зимнем рационе, однако предполагается, что они питаются различными морскими беспозвоночными. Большие конюги — планктоноядные организмы. Их рацион питания состоит в основном из криля, но также известно, что они едят веслоногих, птероподов (таких как Limacina), бокоплавов и мальков рыб. Большие конюги ныряют с поверхности воды, чтобы поймать свою пищу. Такое поведение было описано как подводный «полёт».

### Размножение и родительская забота

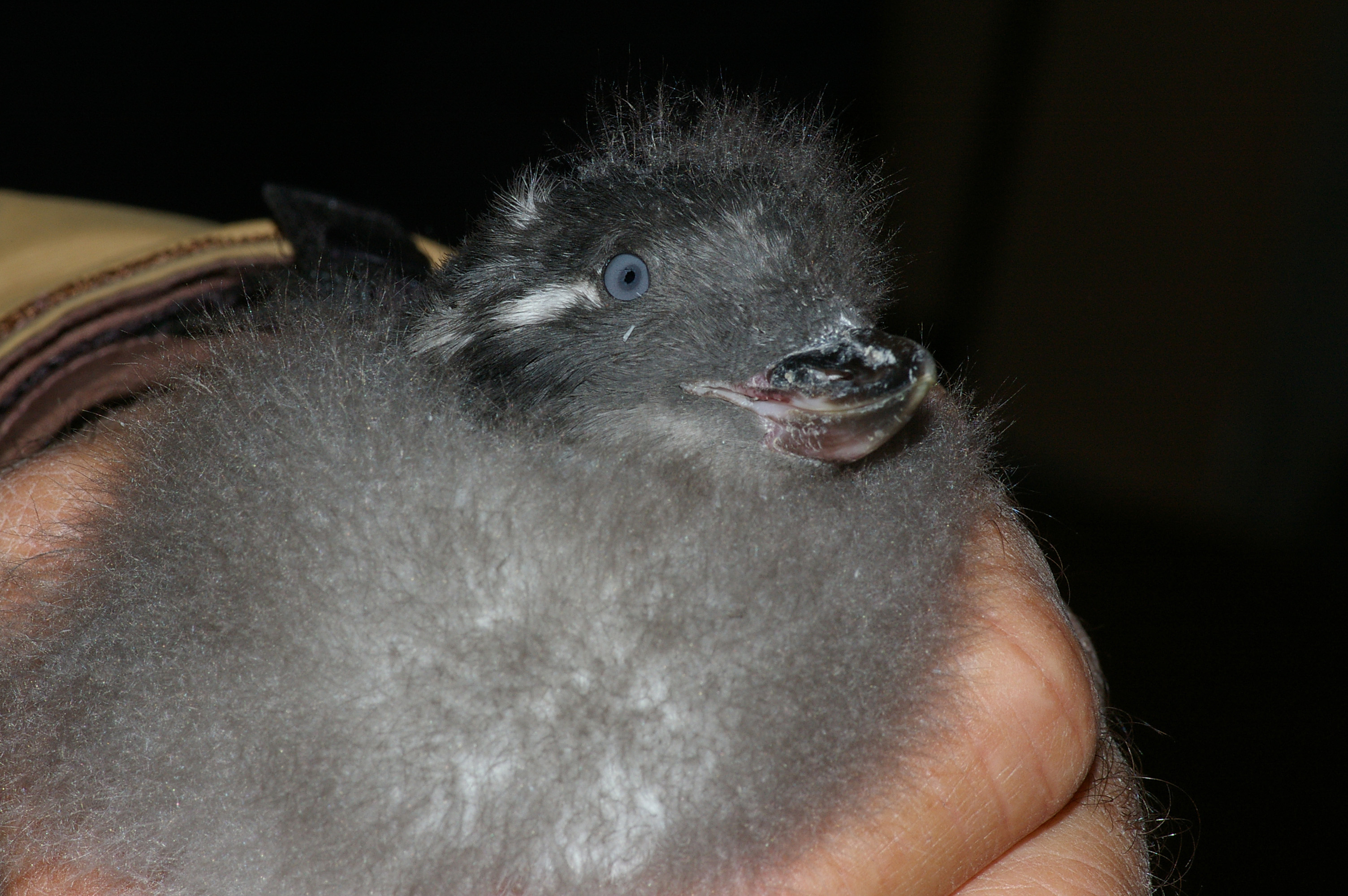
Птенец на руке

Сезон размножения большой конюги начинается в середине мая и заканчивается в середине августа. Места их гнездования находятся в скалистых расщелинах побережья северной части Тихого океана. Они размножаются плотными колониями численностью до миллиона птиц. Из-за этого места гнездования находятся в непосредственной близости, расстояние между гнёздами составляет всего 0,3 метра. Тем не менее, существует высокая степень территориальности, и взрослые особи демонстрируют высокую степень привязанности к месту в течение года. Поскольку спаривание происходит в море, а у самцов нет копулятивного органа, самцы должны парить над самками для успешного спаривания. Выбор брачного партнёра является взаимным, но окончательный выбор для размножения остается за самками.
Большие конюги очень общительны в период размножения, до и после образования пар. Однако в течение года размножения большие конюги моногамны, и только 10 % популяции имеют внебрачные спаривания. Партнёры продолжают восхвалять себя другим птицам, когда они не насиживают. Хотя отчасти это поведение может быть связано с дополнительным спариванием пар, предполагается, что продолжение такого поведения позволяет птицам находить пары для следующего сезона размножения. Только 45,5 % птиц остаются с одним и тем же партнёром в последующем сезоне размножения.
В насиживании и выкармливании птенца участвуют и самка, и самец. У большой конюги есть горловой мешок — резервуар, служащий для доставки пищи птенцам. Его объём примерно 16 см³. Поскольку оба пола украшены, большие конюги согласуются с теорией родительских вкладов Роберта Триверса, которая предсказывает, что при заботе обоих родителей возникнет взаимная избирательность.

### Половой отбор
Большие конюги уникальны тем, что используют визуальные, голосовые и обонятельные сигналы при спаривании. Их коммуникативное поведение более сложное и разнообразное, чем у близкородственных видов. Существуют три общих эволюционных механизма, предложенных для объяснения происхождения сложных демонстрационных признаков больших конюг и эффектных сигналов спаривания самцов в целом:
- Беглый отбор: Теория Фишера о безудержном половом отборе объясняет яркие черты у самцов, как результат генетической связи между декоративными чертами и предпочтением таких украшений при спаривании. В соответствии с этой моделью предпочтения в спаривании могут распространяться произвольными или даже вредными чертами, которые не приносят никакой пользы для физической формы, кроме полового отбора[19].
- Гипотеза хороших генов: Второй механизм — это хорошие гены или процессы гандикапа, когда предпочтение спаривания сосредоточено на декоративных чертах, которые отражают здоровье или жизнеспособность индивидуума, выражающего их. Эти хорошие гены передают генетические преимущества потомству[20]. Амоц Захави предложил гипотезу гандикапа, в которой он предполагает, что декоративные черты людей являются показателями хорошей приспособленности, потому что они отражают успех человека, несмотря на эти черты как недостатки[20].
- Сенсорная эксплуатация: Третий предложенный механизм — это половой отбор для сенсорной эксплуатации, который приводит к спариванию, возникающему из-за естественного отбора для врождённых сенсорных предубеждений. Происходят мутации, которые приводят к появлению признака отображения, использующего ранее существовавшую сенсорную предвзятость[21].

### Украшения

#### Визуальные украшения

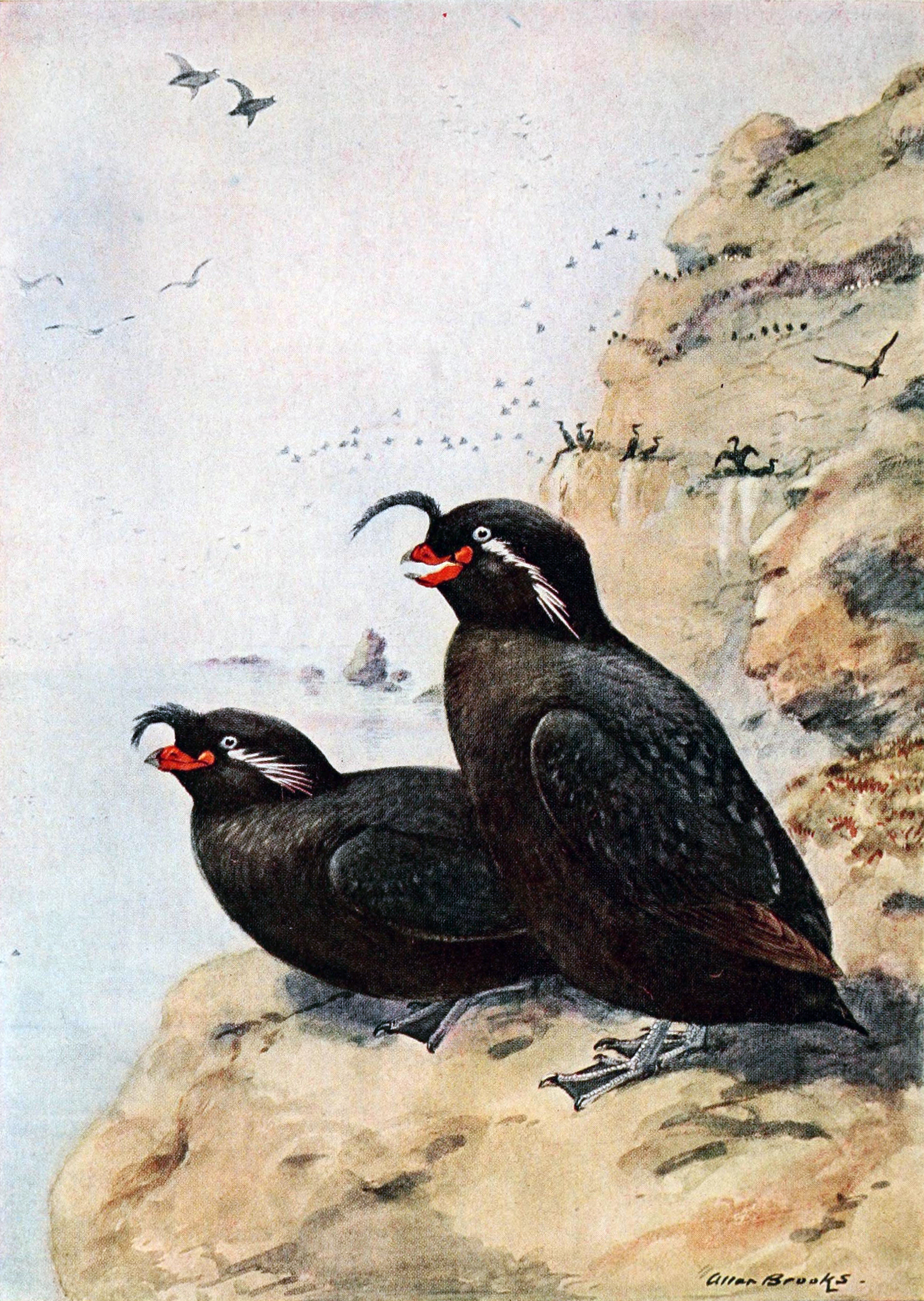
Иллюстрация 1913 года

Заявленное доминирование в отношении заявленной площади гнездования коррелировало с длиной хохолка как у самцов, так и у самок. Существование этих эффектных мономорфных признаков свидетельствует об интенсивном половом отборе для обоих полов. Взрослые особи обоих полов с большим хохолком получают более высокий уровень сексуального интереса и проявления со стороны противоположного пола по сравнению с теми, у кого хохолок меньше. У больших конюг с большим хохолком больше шансов найти пару и раньше сформировать парные связи.
Судя по уровню разводов и смертности, более половины особей каждый год находят себе новую пару. Длина хохолка самки является основным фактором смены самца между годами.
Несмотря на то, что проявления у разных популяций различаются, хохолки большой конюги и орнаменты на перьях со временем неизменны в выражении у отдельных особей. Кроме того, существует небольшой половой диморфизм или признаки зависимости от состояния. Судя по исследованиям, это украшение не влияет на выживание. Некоторые исследования, однако, предлагают функциональное назначение этих украшений. Одно исследование предполагает связь между сложностью среды обитания и оперением на голове, где тактильное удлинение головы помогает особям ориентироваться в сложных подземных расщелинах. Можно ожидать, что высокая плотность мест гнездования большой конюги окажет избирательное давление на сенсорные механизмы.

#### Вокальные украшения
У больших конюг есть широкий выбор одиночных и сложных криков. Биллинг «определяется как парное ухаживание с взаимным кудахтаньем». Это важная часть успешного формирования пары, и она становится гармоничной, когда партнеры самец и самка хорошо знакомы. Брачный рёв — один из наиболее распространенных криков. Крик представляет собой сложную, но стереотипную вокальную последовательность, связанную с определенным визуальным отображением. Между особями крики различаются по продолжительности и частоте. Крик в основном издают самцы, но их также можно услышать и у самок. Крик особенно силён у овдовевших самок. Эти крики остаются стабильными из года в год, а специфические крики отдельных особей связаны с поддержанием долгосрочных социальных связей между товарищами по паре и между соседями. Это говорит о том, что звуки рёва можно использовать как для краткосрочного, так и для долгосрочного индивидуального распознавания. Распознавание криков соседей выгодно, так как минимизирует затраты энергии на агрессивные проявления и предотвращает конфликты между соседями и доверенными лицами («феномен милого врага»).

#### Обонятельные украшения
Большие конюги имеют характерный цитрусовый запах оперения. Запах выделяется, когда на затылке и верхней части спины особи взъерошиваются перья от угрозы, рёва или привлечения внимания. Облако выпущенного запаха побуждает нюхать спину. Демонстрация обнюхивания спины — это когда птицы полностью вставляют свой полуоткрытый клюв в оперение другого. Это отображение происходит при отсутствии явной агрессии и важно для формирования пары. Для обоих полов сильный запах привлекает больше особей, которые затем нюхают спину.
Выделение запаха усиливается в период размножения, что подчеркивает его связь с ухаживанием и выбором партнёра. Запах также может действовать как средство от эктопаразитов. Этот запах также встречается у малой конюги.

## Статус сохранения

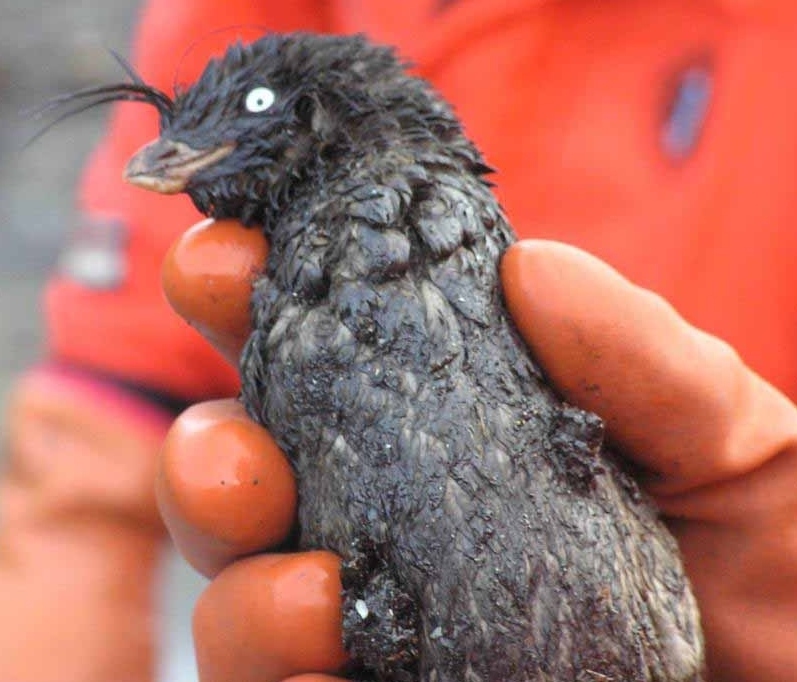
Образец, покрытый нефтью после разлива нефти MV Selendang Ayu

По данным МСОП, большие конюги вызывают наименьшее опасения. Мировая популяция превышает 8,2 млн особей, а популяция Северной Америки оценивается в 2,9 млн птиц. Однако точная оценка численности птиц затруднена, поскольку те особи, что находятся на поверхности колонии и в близлежащем море, составляют лишь небольшую часть изменчивой и малоизученной популяции.
Больше опасения вызывает популяция Аляски. Основными хищниками конюг являются чайки, песцы и обыкновенные вороны. Они также были обнаружены в желудках палтуса, пойманного возле острова Святого Лаврентия. Разливы нефти и столкновения с источниками света представляют дополнительные риски. На Аляске на этот вид ведётся натуральная охота.